# 新宮晋
新宮 晋（しんぐう すすむ、1937年7月13日 - ）は大阪府豊中市出身の彫刻家。画家の小磯良平は、遠縁の親戚に当たる。
1960年代から風や水で動く彫刻を多々創作していることから、「造形作家」「風の彫刻家」と紹介されることも多いが、絵本や舞台作品なども手掛けている。

## 経歴
- 1937年（昭和12年） - 大阪府豊中市で出生。
- 1955年（昭和30年） - 大阪府立豊中高等学校から東京美術学校（現在の東京芸術大学）の絵画科へ進学[2]。
- 1960年（昭和35年） - 東京美術学校からの卒業を機に、イタリア政府の奨学生としてイタリアへ移住。ローマ国立美術学校で絵画を学ぶ。
- 1966年（昭和41年） - ミラノのブルー画廊で立体作品を発表した後に、イタリアから日本へ一時帰国。
- 1970年（昭和45年） - 日本万国博覧会が大阪府吹田市で開催されることに際して、風や水の力で動く「フローティング・サウンド」などの彫刻作品を出展。
- 1971年（昭和46年） - 上記の彫刻作品への高い評価を背景に、アメリカのハーバード大学視覚芸術センターへ「客員芸術家」として招聘[1]。
- 1973年（昭和48年） - 日本へ再び帰国したうえで、大阪府豊能町の山間部にアトリエを構える[1]。その一方で、「Wind and Water Sculptures」と称する野外個展を、アメリカのニューヨーク州パーチェスで開催。
- 1975年（昭和50年） - 「いちご」で絵本作家としてデビュー[1]。
- 1986年（昭和61年） - 横浜市で「自然のリズム 新宮晋展」を開催する。
- 1990年（平成2年）- 豊能町のアトリエが手狭になったことから、坂井時忠（元・兵庫県知事）の勧めで、アトリエを兵庫県三田市へ移転[1]。
- 1991年（平成3年） - イタリアジェノバのロッジア・デッラ・メルカンツィアで個展を開催する。
- 1994年（平成6年） - 三田市の青野ダムサイト公園で野外ショー「キッピスと仲間たち」を演出する。
- 1998年（平成10年） - 三宅一生パリ・コレクション1999春夏の舞台装置を手がける。
- 1999年（平成11年） - パリのシャンゼリゼ通りで開かれた「Champs de la Sculpture 2000展」に出品する。
- 2000年（平成12年） - 世界巡回プロジェクト「ウインドキャラバン - 私たちの星の観測」を開始する[備考 1]。
- 2012年（平成24年） - 風で動く12点の大型彫刻を常設した「風のミュージアム」を、三田市内の兵庫県立有馬富士公園に開設[1]。

## 作風
作風のルーツは、書物や焼き物が数多く飾られていた豊中市の生家にある。このような書物や焼き物を集めていたのが、総合商社に勤務していた実父で、海外へ頻繁に駐在していた。
実父は古裂（骨董としての高い価値が認められる古い布）の収集家として名高く、石井柏亭や上村松園といった日本画の大家が、創作活動の参考にすべく古裂を生家へ借りに来るほどであった。4人兄弟の末っ子である晋も絵を描くことが幼少期から好きで、絵の習作を実父がこのような大家に見せたところ、実父から古裂を借りようと目論む大家たちから「将来は大画家になれる」と褒められてばかりいたという。
遠縁の親戚に当たる洋画家の小磯良平からは、小学4年時に「（前述した大家から褒められるほど）特別じゃない」と言われたものの、本人はその後も油絵の制作に熱中。東京美術学校への在学中には、小磯教室で油絵の描き方を学んでいた。
画家から彫刻作家への転機になったのは、東京美術学校を卒業してから6年間滞在していたイタリアで、画家のフランコ・ジェンティリーニに師事したことである。それまでは具象画をもっぱら描いていたが、ジェンティリーニへ師事するにつれて、抽象画の制作に着手。やがて、絵画を離れてレリーフ作品や立体作品を手掛けるようになった。
日本へ帰国してからの作風は、「動く立体作品」で一貫している。高さ数メートルのスチール製の彫刻も多く、屋外に展示されているものも多い。風や水で動いたり、光を巧みに取り入れることで、自然との一体感を生む作品に特徴がある。もっとも、ゴムで動く超軽量飛行機の映像を見た小磯から1984年に「あの（飛行機の）ような彫刻を考えてみたらどうか?」と勧められたことを境に、屋内でもかすかな風で複雑に動く軽量彫刻の創作も始めている。
「空気の専門家」との異名がある一方で、舞台作品の演出家や絵本作家としても多彩な活動を展開。近年では、「キッピスと仲間たち」や「ウィンドキャラバン」など、地球の素晴らしさや大切さを表現する企画にも熱心に取り組んでいる。
建築家のレンゾ・ピアノとは、関西国際空港旅客ターミナルビルでの共同制作をきっかけに意気投合し、2023年までに計10件のプロジェクトを実現させた。

## おもな作品

### 彫刻
- 星の計算機（1967年）
- 風の道（1970年、千里北公園、大阪）

宮城県美術館の「時の旅人」

福岡市水上公園の「風のプリズム」

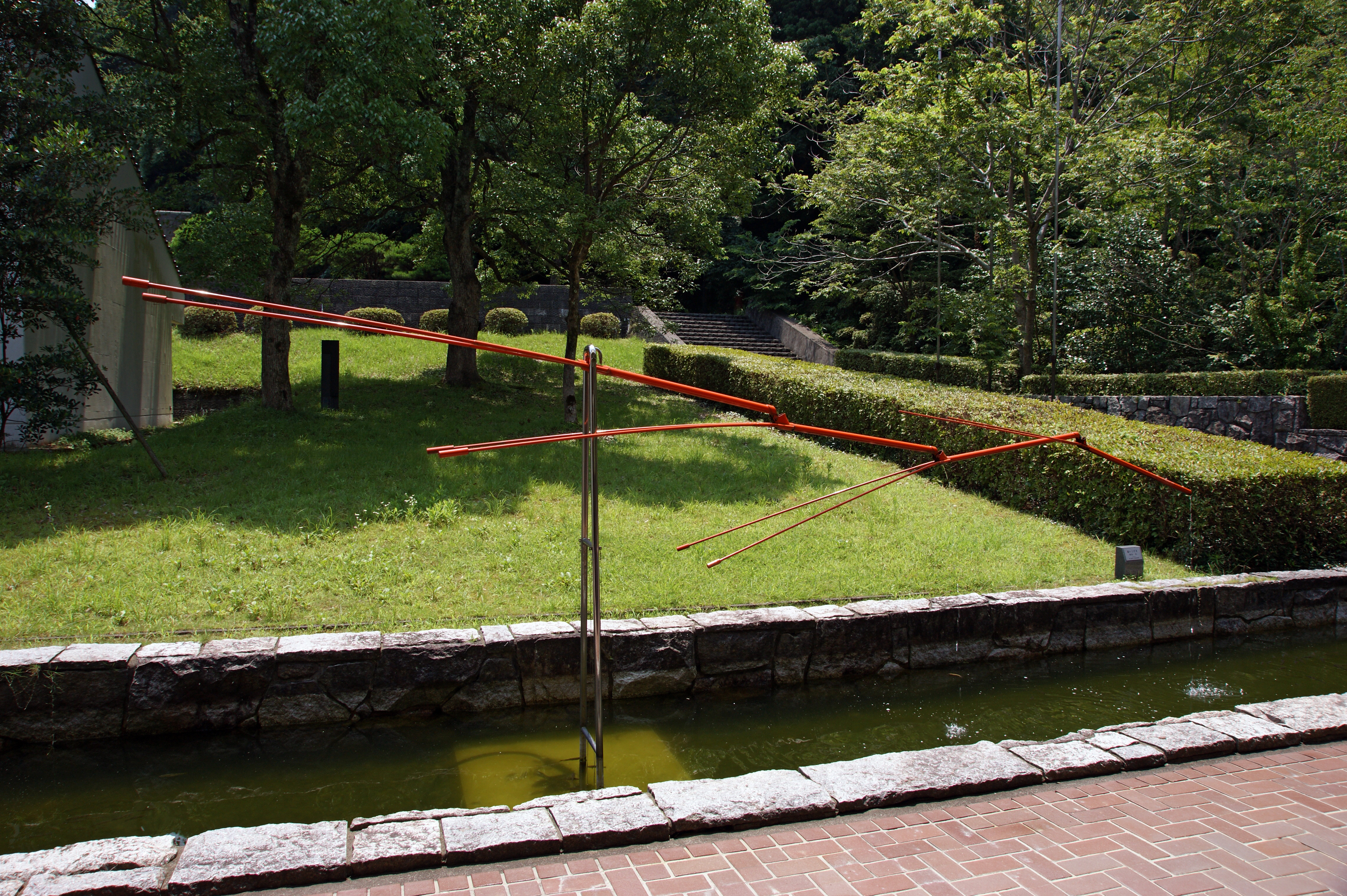
倉吉博物館の「遠いこだま」

- 海からの便り（1975年、JR神戸駅前）[備考 2]
- 雑創の森学園（1977年、京都府京田辺市）
- 終わりのない対話（1978年、彫刻の森美術館）
- 遥かなリズム（1979年、兵庫県立美術館）
- 光のメッセージ（1980年、国立国際美術館）
- 時の旅人（1981年、宮城県美術館）
- 光の雨（1981年、横浜ポルタ）
- 波のこだま（1983年、ボストンニューイングランド水族館）
- 風のプリズム（1983年、福岡市水上公園）
- 空のイメージ（1985年、吹田市文化会館）
- 風のおくりもの（1985年、ボストンMBTAポータースクェア駅）
- 宇宙へのメッセージ（1988年、新宿駅西口地下広場）
- 波の機織り・雨に乾杯（1988年、名古屋市若宮大通公園）
- 虹の木・時のプリズム（1988年、深田公園、兵庫県三田市）
- 白い雲 (1988年、豊中市立野畑図書館 豊中市)
- 空の鼓動（1988年、読売テレビ前、大阪市）
- 羽ばたき（1988年、オリンピック公園、ソウル）
- 風の音符（1989年、横浜美術館）
- 雲の牧場（1990年、札幌芸術の森野外美術館）
- 銀河の舟（1992年、紫川風の橋、北九州市）
- 風の万華鏡（1992年、ブレーンセンター本社ビル、大阪市北区天満）
- コロンブスの風（1992年、ジェノバ）
- 水の木・星の立像（1992年、兵庫県三田市青野ダムサイト公園）
- 風のメッセージ・雲（1993年、イタリア客船、コスタ・ロマンティカ）
- はてしない空（1994年、関西国際空港）
- 波の記憶（1994年、天保山マーメイド広場、大阪市）
- 遠いこだま（1994年、倉吉博物館）
- 白い森（1994年、水島臨海鉄道栄駅前、岡山県倉敷市[5]）
- 雨の軌跡（1995年、イタリア、トリノ、リンゴット）
- 太陽との対話（1995年、クイーンズ裁判所、ニューヨーク）
- 星のシグナル（1996年、江坂公園、吹田市江坂町）
- 太陽の肖像（1997年、西梅田公園、大阪市）
- 虹の反映（1997年、イタウ銀行、ブラジル、サンパウロ）
- 光の海（1997年、関西学院大学、兵庫県西宮市）
- 水のデュエット（1998年、イタリア、モンテカティーニ・テルメ）
- 雲との対話（1998年、イタリア、レッコ、チェントロ・メリディアーナ）
- 生命の輝き（1999年、彫刻の森美術館）
- 水の花（1999年、イタリア、ローディ、イタリア人民銀行）
- 光の風（1999年、神戸芸術工科大学）
- 風景の記憶（2000年、七北田公園、宮城県仙台市）
- 風の旅人（2000年、イーストポート公園、ボストン）
- 宇宙に捧ぐ（2001年、銀座メゾンエルメス、東京都中央区銀座）
- 時のシルエット（2003年、ときわ公園、山口県宇部市）
- 虹の誕生（2004年、南港ソフトウェアパーク、台湾、台北）
- 光の雲（2004年、Il Sore 24 Ore、イタリア、ミラノ）
- 海のシンフォニー・風のナビゲーター（2005年、Happy Village、イタリア、マリーナディカメロータ）
- 太陽のあいさつ（2005年、ピナクルランド、韓国、アサン）
- 大地の翼（2005年、シャトーダルザック、フランス、ボルドー）
- 太陽の木（2006年、ラ・ワイナリー、フランス、メドック）
- 沈黙の会話（2007年、国立清華大学、台湾、新竹）
- 水の鼓動（2007年、レニャーノ銀行、イタリア、レニャーノ）
- 光のこだま（2008年、碧南市藤井達吉現代美術館、愛知県碧南市）
- 遠い空（2012年、メルセデス・ハウス、アメリカ、ニューヨーク）
- 風のフーガ（2012年、個人コレクション、フランス、ジュアン・レ・パン）
- 風の森（2012年、JR吉川美南駅前広場、吉川美南駅、埼玉県吉川市）[6]

### 著書
- 『Shingu』、エドワード F フライ／岡田 隆彦共著、ハリー・N・エブラムス社（N.Y.）、1973年
- 『いちご』、文化出版局、1975年　ISBN 978-4579401031
- 『くも』、文化出版局、1979年　ISBN 978-4579401123
- 『WIND AND WATER』、1983年
- 『風のサーカス』、新潮社、1989年　ISBN 978-4103744016
- 『じんべえざめ』、扶桑社、1991年　ISBN 978-4594006815
- 『Shingu : rhythm of nature』、中原 佑介／ルドルフ・アルンハイム共著、ブレーンセンター、1991年　ISBN 978-4833905169
- 『キッピスの訪ねた地球』（月刊「たくさんのふしぎ」111号）、福音館書店、1994年
- 『Shingu : principal works 1991-1994』新宮アトリエ編、新宮アトリエ、1994年
- 『Shingu - Message from Nature』レンゾ・ピアノ／ピエール・レスタニ／ジョセフ・ジョバンニーニ／新宮 晋、アベヴィル・プレス社（N.Y.）、1997年　ISBN 978-0789203809
- 『小さな池』、福音館書店、1999年　ISBN 978-4834015942
- 『風の旅人』、扶桑社、2002年　ISBN 4-594-03579-5
- 『WIND CARAVAN』、ブレーンセンター、2003年　ISBN 978-4833905176
- 『風の星』、福音館書店、2004年　ISBN 978-4834006155
- 『じゃぐちをあけると』(ちいさなかがくのとも25号)、福音館書店、2004年　ISBN 978-4834024012
- 『SHINGU』ピーター・ブキャナン／中原 佑介／レンゾ・ピアノ／イリ・キリアン／新宮 晋、セルクルダール社（パリ）、2005年
- 『Les petits oiseaux』、Edition Gallimard Jeunesse、2006年
- 『L'Araignée』、Edition Gallimard Jeunesse、2006年
- 『ことり』、文化出版局、2007年　ISBN 978-4579404346
- 『SHINGU』ベルナール・ヴァッスール、セルクルダール社（パリ）、2008年
- 『旅する蝶』、文化出版局、2012年　ISBN 978-4579404506
- 『Le Papillon Voyageur』、Gallimard Jeunesse、2012年
- 『ぼくの頭の中』、ブレーンセンター、2013年　ISBN 978-4833905497[7]

## 受賞歴
- 第4回吉田五十八賞（建築関連美術の部）（1979年）
- 第8回現代日本彫刻展で国立国際美術館賞（1979年）
- 第8回長野市野外彫刻賞（1980年）
- 第18回日本芸術大賞（1986年）
- 第6回ヘンリー・ムーア大賞展特別優秀賞（1989年）
- 兵庫県文化賞（1994年）[8]
- 大阪芸術賞（1995年）
- 第43回毎日芸術賞特別賞（2002年）
- 紫綬褒章（2002年）[9]
- 第20回現代日本彫刻展大賞（2003年）
- 第4回円空大賞（2007年）
- 旭日小綬章（2010年）[10]
- 紺綬褒章飾版、木杯一組[11]。
- イタリア共和国功労勲章カヴァリエーレを受賞(2025年）

## ドキュメンタリー
- こころの時代「風が奏でる「いのち」の賛歌 造形作家・新宮晋」（2023年7月30日、NHK Eテレ）[12]